# (36856) 2000 SP125
2000 SP125 (asteroide 36856) é um asteroide da cintura principal. Possui uma excentricidade de 0.10649140 e uma inclinação de 7.47180º.
Este asteroide foi descoberto no dia 24 de setembro de 2000 por LINEAR em Socorro.